# دهستان رزم‌آوران
دهستان رزم‌آوران نام دهستانی در بخش مرکزی شهرستان رفسنجان، استان کرمان در ایران است. براساس سرشماری مرکز آمار ایران در سال ۱۳۸۵، جمعیت آن ۷۵۱۲ نفر (۱۷۹۴ خانوار) بوده‌است.